# Zweden op de Olympische Winterspelen 1956
Tijdens de Olympische Winterspelen van 1956, die in Cortina d'Ampezzo (Italië) werden gehouden, nam Zweden voor de zevende keer deel.

## Medailleoverzicht
| Sport              | Olympiër                                                           | Discipline            | Medaille |
| ------------------ | ------------------------------------------------------------------ | --------------------- | -------- |
| Langlaufen         | Sixten Jernberg                                                    | 50 km (m)             | Goud     |
| Schaatsen          | Sigvard Ericsson                                                   | 10.000 m (m)          | Goud     |
| Langlaufen         | Sixten Jernberg                                                    | 15 km (m)             | Zilver   |
| Langlaufen         | Sixten Jernberg                                                    | 30 km (m)             | Zilver   |
| Noordse combinatie | Bengt Eriksson                                                     | mannen                | Zilver   |
| Schaatsen          | Sigvard Ericsson                                                   | 5000 m (m)            | Zilver   |
| Alpineskiën        | Stig Sollander                                                     | slalom (m)            | Brons    |
| Langlaufen         | Sonja Edström                                                      | 10 km (v)             | Brons    |
| Langlaufen         | Lennart Larsson Gunnar Samuelsson Per-Erik Larsson Sixten Jernberg | 4x10 km estafette (m) | Brons    |
| Langlaufen         | Irma Johansson Anna-Lisa Eriksson Sonja Edström                    | 3x5 km estafette (v)  | Brons    |

## Deelnemers en resultaten

### Alpineskiën
| Olympiër           | Discipline       | Resultaat | Prestatie                    |
| ------------------ | ---------------- | --------- | ---------------------------- |
| Olle Dalman        | reuzenslalom (m) | 29e       | 3.24,9 (+24,8)               |
| Olle Dalman        | slalom (m)       | 15e       | 3.37,6 (+22,9) 1.34,2+2.03,4 |
| Lars Mattsson      | afdaling (m)     | 32e       | 3.50,4 (+58,2)               |
| Åke Nilsson        | reuzenslalom (m) | 20e       | 3.21,4 (+21,3)               |
| Åke Nilsson        | slalom (m)       | 14e       | 3.37,3 (+22,6) 1.39,8+1.57,5 |
| Hans Olofsson      | reuzenslalom (m) | dq        | diskwalificatie              |
| Hans Olofsson      | slalom (m)       | dq        | diskwalificatie              |
| Stig Sollander     | afdaling (m)     | 10e       | 3.05,4 (+13,2)               |
| Stig Sollander     | reuzenslalom (m) | 16e       | 3.17,1 (+17,0)               |
| Stig Sollander     | slalom (m)       | Brons     | 3.20,2 (+5,5) 1.29,2+1.51,0  |
|                    |                  |           |                              |
| Eivor Berglund     | afdaling (v)     | 15e       | 1.51,6 (+10,9)               |
| Eivor Berglund     | reuzenslalom (v) | 26e       | 2.04,9 (+8,4)                |
| Eivor Berglund     | slalom (v)       | dq        | diskwalificatie              |
| Ingrid Englund     | afdaling (v)     | 18e       | 1.51,8 (+11,1)               |
| Ingrid Englund     | reuzenslalom (v) | 25e       | 2.04,5 (+8,0)                |
| Ingrid Englund     | slalom (v)       | dq        | diskwalificatie              |
| Vivi-Anne Wassdahl | afdaling (v)     | 42e       | 2.08,0 (+27,3)               |
| Vivi-Anne Wassdahl | reuzenslalom (v) | 31e       | 2.06,4 (+9,9)                |
| Vivi-Anne Wassdahl | slalom (v)       | 28e       | 2.30,8 (+38,5) 1.31,2+59,6   |

### Bobsleeën
| Olympiër                                              | Discipline              | Resultaat | Prestatie                                                |
| ----------------------------------------------------- | ----------------------- | --------- | -------------------------------------------------------- |
| Olle Axelsson Tryggve Sundström                       | 2-mansbob (m) Zweden I  | 17e       | 5.46,65 (+16,51) (1.27,15 / 1.27,82 / 1.26,01 / 1.25,67) |
| Sven Erbs Walter Aronson                              | 2-mansbob (m) Zweden II | dnf       | opgave (details niet bekend)                             |
| Olle Axelsson Ebbe Wallén Sune Skagerling Gunnar Åhs  | 4-mansbob (m) Zweden I  | 16e       | 5.23,54 (+13,10) (1.18,95 / 1.19,98 / 1.22,75 / 1.21,86) |
| Kjell Holmström Sven Erbs Walter Aronson Jan Lapidoth | 4-mansbob (m) Zweden II | 13e       | 5.23,18 (+12,74) (1.20,58 / 1.20,32 / 1.21,15 / 1.21,13) |

### Kunstrijden
| Olympiër        | Discipline | Resultaat | Prestatie                 |
| --------------- | ---------- | --------- | ------------------------- |
| Alice Lundström | vrouwen    | 19e       | pc. 206,0; 136,340 punten |

### Langlaufen
| Olympiër                                                           | Discipline            | Resultaat | Prestatie                                       |
| ------------------------------------------------------------------ | --------------------- | --------- | ----------------------------------------------- |
| Sture Grahn                                                        | 50 km (m)             | 10e       | 3:06.32 (+16.05)                                |
| Sixten Jernberg                                                    | 15 km (m)             | Zilver    | 50.14 (+0.35)                                   |
| Sixten Jernberg                                                    | 30 km (m)             | Zilver    | 1:44.30 (+0.24)                                 |
| Sixten Jernberg                                                    | 50 km (m)             | Goud      | 2:50.27                                         |
| Per-Erik Larsson                                                   | 15 km (m)             | 12e       | 51.44 (+2.05)                                   |
| Lennart Larsson                                                    | 15 km (m)             | 8e        | 51.03 (+1.24)                                   |
| Per-Erik Larsson                                                   | 30 km (m)             | 7e        | 1:46.51 (+2.45)                                 |
| Lennart Larsson                                                    | 30 km (m)             | 8e        | 1:46.56 (+2.50)                                 |
| Inge Limberg                                                       | 50 km (m)             | 12e       | 3:10.19 (+19.52)                                |
| Arthur Olsson                                                      | 50 km (m)             | 11e       | 3:10.03 (+19.36)                                |
| Gunnar Samuelsson                                                  | 15 km (m)             | 15e       | 52.39 (+3.00)                                   |
| Gunnar Samuelsson                                                  | 30 km (m)             | 11e       | 1:48.23 (+4.17)                                 |
| Lennart Larsson Gunnar Samuelsson Per-Erik Larsson Sixten Jernberg | 4x10 km estafette (m) | Brons     | 2:17.42 (+2.12) (35.46 / 34.22 / 33.50 / 33.44) |
|                                                                    |                       |           |                                                 |
| Sonja Edström                                                      | 10 km (v)             | Brons     | 38.23 (+0.12)                                   |
| Irma Johansson                                                     | 10 km (v)             | 7e        | 40.20 (+2.09)                                   |
| Anna-Lisa Eriksson                                                 | 10 km (v)             | 13e       | 40.56 (+2.45)                                   |
| Barbro Martinsson                                                  | 10 km (v)             | 14e       | 41.04 (+2.53)                                   |
| Irma Johansson Anna-Lisa Eriksson Sonja Edström                    | 3x5 km estafette (v)  | Brons     | 1:09.48 (+0.47) (24.10 / 23.36 / 22.02)         |

### Noordse combinatie
| Olympiër       | Discipline | Resultaat | Prestatie                                                                |
| -------------- | ---------- | --------- | ------------------------------------------------------------------------ |
| Bengt Eriksson | mannen     | Zilver    | 437,400 punten schans: 214,0 (72,5+72,5+68,0 m) 15 km: 223,400 (1:00.36) |

### Schaatsen
| Olympiër         | Discipline   | Resultaat | Prestatie       |
| ---------------- | ------------ | --------- | --------------- |
| Sven Andersson   | 5000 m (m)   | 22e       | 8.16,9 (+28,2)  |
| Sven Andersson   | 10.000 m (m) | 13e       | 17.13,5 (+37,6) |
| Olle Dahlberg    | 5000 m (m)   | 7e        | 8.01,8 (+13,1)  |
| Olle Dahlberg    | 10.000 m (m) | 8e        | 17.01,3 (+25,4) |
| Bertil Eng       | 500 m (m)    | 15e       | 42,6 (+2,4)     |
| Bertil Eng       | 1500 m (m)   | 11e       | 2.13,1 (+4,5)   |
| Sigvard Ericsson | 500 m (m)    | 37e       | 44,2 (+4,0)     |
| Sigvard Ericsson | 1500 m (m)   | 6e        | 2.11,0 (+2,4)   |
| Sigvard Ericsson | 5000 m (m)   | Zilver    | 7.56,7 (+8,0)   |
| Sigvard Ericsson | 10.000 m (m) | Goud      | 16.35,9         |
| Bengt Malmsten   | 500 m (m)    | 7e        | 41,9 (+1,7)     |
| Bengt Malmsten   | 1500 m (m)   | 17e       | 2.14,6 (+6,0)   |
| Gunnar Sjölin    | 5000 m (m)   | 12e       | 8.06,7 (+18,0)  |
| Gunnar Ström     | 500 m (m)    | 42e       | 44,7 (+4,5)     |
| Gunnar Ström     | 1500 m (m)   | 22e       | 2.15,6 (+7,0)   |
| Gunnar Ström     | 10.000 m (m) | 15e       | 17.17,0 (+41,1) |

### Schansspringen
| Olympiër        | Discipline | Resultaat | Prestatie                  |
| --------------- | ---------- | --------- | -------------------------- |
| Sven Pettersson | mannen     | 5e        | 220,0 punten (81,0+81,5 m) |
| Bror Östman     | mannen     | 14e       | 204,5 punten (76,0+75,5 m) |
| Holger Karlsson | mannen     | 41e       | 176,0 punten (76,0+77,5 m) |
| Erik Styf       | mannen     | 44e       | 169,0 punten (76,0+75,0 m) |

### IJshockey
| Olympiër | Discipline | Resultaat | Prestatie |
| --- | ---------- | --------- | --- |
| Lars Svensson Yngve Casslind Bertz Zetterberg Lars Björn Åke Lassas Vilgot Larsson Ove Malmberg Holger Nurmela Sven Johansson Sigurd Bröms Hans Öberg Ronald Pettersson Nils Nilsson Lars-Eric Lundvall Stig Andersson-Tvilling Hans Andersson-Tvilling Stig Carlsson | mannen     | 4e        | voorronde groep C: 1 - 5 Zweden - Sovjet-Unie 6 - 5 Zweden - Zwitserland finaleronde: 1 - 4 Zweden - Sovjet-Unie 5 - 0 Zweden - Tsjecho-Slowakije 1 - 6 Zweden - Verenigde Staten 2 - 6 Zweden - Canada 1 - 1 Zweden - Duits eenheidsteam |

Australië · België · Bolivia · Bulgarije · Canada · Chili · Duits eenheidsteam · Finland · Frankrijk · Griekenland · Groot-Brittannië · Hongarije · IJsland · Iran · Italië · Japan · Joegoslavië · Libanon · Liechtenstein · Nederland · Noorwegen · Oostenrijk · Polen · Roemenië ·  Sovjet-Unie · Spanje · Tsjecho-Slowakije · Turkije · Verenigde Staten · Zuid-Korea · Zweden · Zwitserland